# Соловьёвка (Еврейская автономная область)
Соловьёвка — село в Облученском районе Еврейской автономной области России. Входит в Облученское городское поселение.

## География
Село Соловьёвка стоит в верховьях реки Хинган, на автодороге, соединяющей пос. Хинганск с городом Облучье.
Расстояние до районного центра города Облучье — около 9 км, расстояние до Хинганска — около 10 км.

## История
В 1974 г. Указом Президиума ВС РСФСР поселок подсобного хозяйства комбината «Хинганолово» переименован в Соловьёвка.

## Население
| 1992 | 2002 | 2010 |
| ---- | ---- | ---- |
| 97   | ↘42  | ↘18  |

## Инфраструктура
- Сельскохозяйственные предприятия Облученского района